# Hillsboro (Teksas)
Hillsboro – miasto w Stanach Zjednoczonych, w stanie Teksas, w hrabstwie Hill. Według danych z 2023 roku liczy 8703 mieszkańców.